# Chicago Union Station

Die Chicago Union Station ist der größte Bahnhof der US-amerikanischen Metropole Chicago und deren einzige Station des Amtrak-Fernverkehrsnetzes. Gemeinsam mit dem Ogilvie Transportation Center, der Chicago LaSalle Street Station und der Chicago Millennium Station ist sie einer der vier großen Eisenbahnhöfe im Stadtzentrum und Knotenpunkt des METRA-Vorortseisenbahnnetzes.

## Geschichte
Am 7. April 1874 vereinbarten die Pennsylvania Railroad, die Chicago, Burlington and Quincy Railroad, die Chicago, Milwaukee and St. Paul Railway, die Chicago and Alton Railroad und die Michigan Central Railroad den Bau eines gemeinsamen Union Depots am heutigen Standort zwischen Canal Street, Madison Street und Adams Street. Später zog sich die Michigan Central vom Projekt zurück und beschloss, weiterhin die Great Central Station (die heutige Millennium Station) zu nutzen.
1881 eröffnete das Union Depot als Kopfbahnhof. Weil sich der bisherige Bahnhof bald als zu klein für den ansteigenden Passagierverkehr erwies, gründeten die beteiligten Bahngesellschaften die Chicago Union Station Company, um unter Federführung der Pennsylvania Railroad eine neue, größere Union Station an derselben Stelle zu errichten. Als Architekturbüro zeigte sich die D.H. Burnham & Company verantwortlich, deren federführender Architekt Daniel Burnham jedoch noch vor Baubeginn verstarb, so dass der Bau unter der Leitung von Burhams Geschäftspartner Ernest Graham und dessen Nachfolgefirma Graham, Anderson, Probst & White vollendet wurde.
Die Bauarbeiten begannen 1913, wurden allerdings aufgrund des Ersten Weltkrieges unterbrochen und 1919 wieder aufgenommen. Nach zwölfjähriger Bauzeit wurde die neue Chicago Union Station 1925 dem Verkehr übergeben.
Nach seiner Blütezeit bis zum Ende des Zweiten Weltkrieges begann der Niedergang des amerikanischen Bahnverkehrs und die Frequenzen nahmen auch an der Chicago Union Station ab. 1969 wurden Teile des Bahnhofs abgerissen und durch ein neues Gebäude aus Marmor, Stahl und Glas ersetzt.
1971 wurde der größte Teil des Personenfernverkehrs in den USA an Amtrak übertragen, welche 1984 dann den Bahnhof komplett von den Miteigentümern übernahm. Einzig wenige Zugpaare der Chicago, Rock Island and Pacific Railroad wurden nicht integriert und nutzten bis zur Einstellung 1978 die LaSalle Street Station.
Ab den 2000er Jahren existierten mehrere Projekte zur Sanierung von Gebäudeteilen und Erweiterung des Bahnhofs zur Bewältigung der prognostizierten Fahrgastzuwächse bis 2040. Um notwendige Kapazitäten in der Union Station zu schaffen, prüft METRA die Umlegung des SouthWest Service zur LaSalle Street Station.

## Aufbau des Bahnhofs
Der Bahnhof besteht aus zwei unterirdischen Kopfbahnhöfen (bestehend aus 10 bzw. 14 Bahnsteiggleisen). Zwei Gleise sind durchgehend, jedoch sind im fahrplanmäßigen Verkehr keine durchgehenden Züge vorgesehen. Dazwischen liegt das Empfangsgebäude, so dass ein Wechsel zwischen allen Bahnsteiggeleisen ohne die Nutzung von Treppen oder Aufzügen möglich ist. Die Gleise nördlich des Empfangsgebäudes sind mit ungeraden Zahlen nummeriert, die südlichen mit geraden. Der größte Teil der Amtrak-Züge nutzt den Südtrakt, nur der Empire Builder nach Portland bzw. Seattle und der Hiawatha Service nach Milwaukee nutzen den nördlichen Teil.

## Verkehr und Nutzung
Der operative Verkehr obliegt den Bahngesellschaften Amtrak und METRA. Mit knapp 44 Millionen Reisenden (2018) ist die Chicago Union Station der fünftmeistfrequentierte Bahnhof Nordamerikas (hinter New York Penn, Toronto Union Station, New York Grand Central Terminal und New York Jamaica), der viertmeistfrequentierte Bahnhof der USA und der größte außerhalb New York Citys. Im Amtrak-Netz ist er ebenfalls der viertmeistgenutzte Bahnhof und der größte außerhalb des Northeast Corridors.
Amtrak
Amtrak bedient den Bahnhof mit sechzehn Zugläufen unterschiedlicher Taktfrequenzen:
- Blue Water (Chicago–Port Huron, 1 × täglich)
- California Zephyr (Chicago–Emeryville, 1 × täglich)
- Capitol Limited (Chicago–Washington DC, 1 × täglich)
- Cardinal (Chicago–Washington DC–New York, 3 × wöchentlich)
- City of New Orleans (Chicago–New Orleans, 1 × täglich)
- Empire Builder (Chicago–Portland/Seattle, 1 × täglich)
- Hiawatha Service (Chicago–Milwaukee, bis zu 7× täglich)
- Illini und Saluki (Chicago–Carbondale, 2 × täglich)
- Illinois Zephyr und Carl Sandburg (Chicago–Quincy, 2 × täglich)
- Lake Shore Limited (Chicago–New York/Boston, 1 × täglich)
- Lincoln Service (Chicago–St. Louis, 4 × täglich)
- Pere Marquette (Chicago–Grand Rapids, 1 × täglich)
- Southwest Chief (Chicago–Los Angeles, 1 × täglich)
- Texas Eagle (Chicago–San Antonio/Los Angeles, 1 × täglich bis/ab San Antonio, 3 × wöchentlich bis/ab Los Angeles)
- Wolverine (Chicago–Pontiac, 3 × täglich)
- Borealis (Chicago–Saint Paul, 1 × täglich)

METRA
Von Chicagos Vorortsbahnnetz METRA wird die Union Station mit sechs Linien bedient:
- BNSF Line: Chicago Union–Aurora
- Heritage Corridor: Chicago Union–Joliet
- Milwaukee District North Line: Chicago Union–Fox Lake
- Milwaukee District West Line: Chicago Union–Big Timber Road
- North Central Service: Chicago Union–Antioch
- SouthWest Service: Chicago Union–Manhattan (Illinois)

Stadtverkehr
Die Union Station ist nicht direkt mit anderen Verkehrsträgern verbunden, jedoch existieren mit Clinton und Quincy zwei Chicago L-Stationen in wenigen Blocks Entfernung. Auch die anderen großen Bahnhöfe Chicagos befinden sich in fußläufiger Entfernung, das Ogilvie Transportation Center gleich auf der anderen Straßenseite der Nordzugänge an der Madison Street. Ebenfalls befinden sich zahlreiche Bushaltestellen und das Greyhound-Busterminal rund um die Union Station.